# KLCC公園
KLCC公園（KLCC こうえん；マレー語: Taman KLCC）は、マレーシアの首都クアラルンプールの公園である。

## 概要
KLCC公園は競馬場の跡地を公園用地として転用して作られた公園である。面積は約10万m2。園内には池が作られており周遊路も整備されている。KLCCとはKuala Lumpur City Centreの頭文字を取ったもので、その名の通りクアラ・ルンプール中心部に位置する。公園の北西にはスリア KLCC、公園の北にはKLCC駅やKLCC地域冷房センター、公園の南西にはKLCC水族館があるなど周辺には様々な施設が建ち並ぶ。またペトロナスツインタワーは高さ452mの超高層建築であるためクアラ・ルンプール市内の広い範囲から見ることができるが、タワーは公園のすぐ北西に建っているため公園からはタワーがよく見える。タワーは夜間にライトアップされており公園からはライトアップされたタワーもよく見える。

## 交通
KLCC公園の最寄り駅はアンパン通り（マレー語: Jalan Ampang）付近のKLCC駅である。隣の駅はアンパン・パーク駅（Ampang Park）と「Park」の名が付いている上に同じくアンパン通り付近にあるが、こちらは最寄り駅ではない。なおKLモノレールの場合の最寄り駅はラジャ・チュラン駅（Raja Chulan）である。
座標: 北緯3度9分20秒 東経101度42分53秒 / 北緯3.15556度 東経101.71472度